# Mollet III
La cova de Mollet III és un abric prehistòric que es troba a Serinyà (Pla de l'Estany), declarat Bé cultural d'interès nacional en la categoria de Zona arqueològica.
Està situada en el conjunt anomenat coves del Reclau, 200 metres sobre el nivell del mar, a Serinyà, a 5km de Banyoles. El jaciment pren el nom de la casa de Mollet situada a 150 m de distància del conjunt del Reclau. Aquest fet és degut al fet que la van trobar J.M. Coromines i S. Gassiot en 1972 mentre excavaven a Mollet I, ja que una mandíbula humana quedava a la vista.
Mollet III avarca cronològicament des del Paleolític mitjà fins al bronze final. Morfològicament és un abric dividit en 9 capes la primera conté restes humanes i ceràmiques, la segona una mostra de ceràmica neolítica i indústria de quars i sílex, a la tercera s'hi va trobar un crani, una gratadora d'àgata i un disc de quarsita, a la quarta curculles perforades i una fulla gravetiana, a la quinta no s'hi va localitzar res, a la sisena hi ha restes d'un fogar i indústria lítica, a la sèptima hi ha industria arcaica i a la novena s'arriba al sol de l'abric.

## Excavacions
El 30 de setembre de 1972 es van començar uns sondejos dirigits per J.M Coromines i va aparèixer un crani humà que s'ha datat en 22.300 anys. Coromines va sintetitzar el jaciment en tres nivells. L'institut Almera de CSIS, de Barcelona va realitzar dues campanyes més d'excavacions, la primera a l'abril i la segona al juliol, les dues en 1973. Julia Maroto publica un treball sobre l'estratigrafia de Mollet III. L'última excavació que hi ha hagut ha estat a l'estiu de 2014 on s'han localitzat més restes associades al crani aparegut en 1972, un falange de la mà esquerra, un fèmur, les dues tíbiles, un astràgal i dues falanges del peu.

## Fauna
S'han localitzat restes de cavall, ase, cérvol, brau, bisó, vaca, cabra... animals de prada. D'aquests animals cal destacar l'”hippopotamus spç”, ja que sembla que es va extingir durant el Paleolític mitjà. En les anàlisis es mostren com cada cop hi ha un aprofitament més intensiu dels animals.
Es van localitzar 930 ossos de conills cap d'ells presentava característiques d'haver estat cremats, descarnats o manipulats pels humans, per tant hi ha hagut conilleres que han contribuït a alterar el registre.

## El crani
En 1972 es va localitzar una volta del crani que pertanyia a un individu adult segurament femení. Aquesta resta està datada com la homo sapiens més antiga de tota Catalunya, s'ha datat al Paleolític superior, (22.320+/-90 BP) .
El 5 de juliol de 2013 es van realitzar un seguit d'estudis per poder fer un treball de conservació posterior. En aquests treballs previs es va localitzar restes de sediment i adhesiu d'anteriors intents de restauració.
Els estudis actuals no són capaços d'aportar una explicació clara de per què s'ha localitzat en el context, ja que a causa que la coloració rogenca dels sediments (assenyalada per Corominas) i l'abundant presència d'adorns que són habituals entre el Paleolític Superior i, per tant, associats a tradicions funeràries, no podem associar-la a un enterrament funerari, ja que no hi ha suficients enterraments o estructures connectats entre si.

## Indústria
S'han localitzat 26 peces realitzades amb sílex, entre elles, raspadors, denticulats, rascadores, retocs simple, làmines de dors, abruptes, puntes de dors, burins i estellats. La industria de Mollet III sembla coetània amb Mollet I.